# Amastris ramosa
Amastris ramosa är en insektsart som beskrevs av Broomfield 1976. Amastris ramosa ingår i släktet Amastris och familjen hornstritar. Inga underarter finns listade i Catalogue of Life.